# سيليستيا
سيليستيا (بالإنجليزية: Celestia)‏ هو برنامج حر المصدر يعطي خدمة محاكاة الفلك وإمكانية التجول في الكون لاكتشاف الكواكب والمجرات. يستعمل غالبا في الدراسة لبساطته وسهولة استخدامه بالإضافة لذلك فهو برنامج يقبل العديد من بيئات التشغيل كويندوز ولينكس وماك أو إس.

## إنظر أيضاً
- ستلاريوم
- ألدان سكاي أطلس

## روابط خارجية
- سيليستيا على موقع Free Software Directory (الإنجليزية)
- سيليستيا على موقع Framasoft (الفرنسية)
- سيليستيا على موقع SourceForge (الإنجليزية)